# Pazo de Lestrove
El pazo de Lestrove es una construcción civil del ayuntamiento de Dodro, situado en el lugar de Lestrove. Pertenece a la arquitectura barroca, e incluye también una capilla dedicada al Ángel de la Guarda.

## Historia
El pazo de Lestrove fue construido en el siglo XVI, siendo propiedad del arzobispado compostelano, pero sufre varias reformas a lo largo de la historia y se puede clasificar dentro del estilo barroco. En el patio de entrada existe un surtidor del siglo XVIII que constituye un notable ejemplo de este tipo de arquitectura. Consta de una gran pila de tres alturas coronada por la figura del apóstol Santiago.
Recibe este pazo el nombre popular de Pazo do Anxo da Garda (Pazo del Ángel de la Guarda) porque es la advocación de la capilla, que solo se descubre por un gracioso campanil que supera el tejado. El edificio, de gran envergadura, tiene planta en forma de U con una larga fachada principal totalmente simétrica, que consta de una puerta central y huecos con molduras barrocas.
Hacia frente del inmueble se cierra también una larga fachada en la que, en un lateral, se incluye la capilla. Existen varios alpendres dedicados a las labores agrícolas que completan la edificación. El edificio tiene derredor un grano terreno, de unos 7.000 m² con emparrados, bancos de piedra y árboles frutales, estando totalmente rodeado por un vallado de piedra.
Fue mansión de recreo de los arzobispos compostelanos, hasta que cayó en decadencia. En el siglo XIX entró en proceso de desamortización pasando a manos seculares, volviendo a ser posteriormente propiedad de la Iglesia compostelana, sin embargo permaneció en estado de abandono, usándose sólo como capilla para celebraciones litúrgicas. Después de décadas de abandono fue restaurado , firmándose un convenio de cesión por 50 años entre la Junta de Galicia y el arzobispado , abriendo en el año 2006 como hotel y restaurante, gestionado por Posadas de Compostela.